# Polustanok
Polustanok (russisk: Полустанок) er en sovjetisk spillefilm fra 1963 af Boris Barnet.

## Medvirkende
- Vasilij Merkurjev som Pavel Pavlovitj
- Jekaterina Mazurova som Tatjana
- Nadezjda Rumjantseva som Sima
- Boris Novikov
- Ada Berezovskaja som Klavka